# Ожаров Мазовјецки
Ожаров Мазовјецки (пољ. Ożarów Mazowiecki) град је у Пољској у војводству мазовском. По подацима из 2012. године број становника у месту је био 10 378. Спада у приградска насеља Варшаве. Налази се поред друмског и железничког пута Берлин - Москва. 

## Општи подаци
Индустријски центар: фабрика каблова, намештаја, стакла...

## Спорт
У граду делује фудбалски клуб Ожаровјанки који игра у окружној лиги.
Од 2002. године ради и градски базен. У њему тренира градски пливачки клуб.

## Становништво
| 2012.  |
| ------ |
| 10.378 |